# ルキウス・カエキリウス・メテッルス (紀元前68年の執政官)
ルキウス・カエキリウス・メテッルス（ラテン語: Lucius Caecilius Metellus、紀元前111年ごろ - 紀元前68年）は紀元前1世紀初期・中期の共和政ローマの政治家。紀元前68年に執政官（コンスル）を務めたが、任期中に死亡した。

## 出自

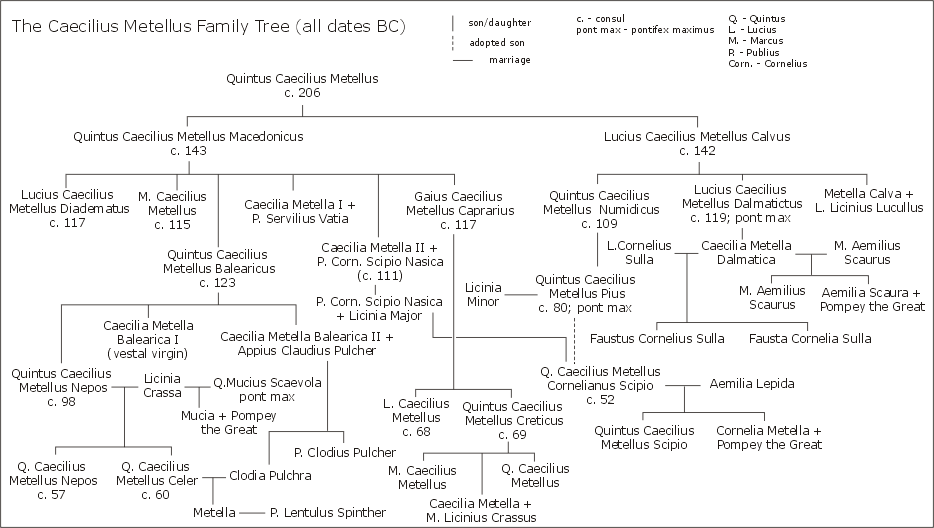
カエキリウス・メテッルス家系図

メテッルスはプレブス（平民）であるカエキリウス氏族の出身である。後に作られた伝説では、火の神ウゥルカーヌスの息子でプラエネステ（現在のパレストリーナ）の建設者であるカエクルス（en）の子孫とする。またアイネイアースと共にイタリアに来たカエクスの子孫とする別説もある。カエキリウス氏族は、紀元前3世紀の初めに元老院階級となった。紀元前284年には、ルキウス・カエキリウス・メテッルス・デンテルが、氏族最初の執政官となっている。
カエキリウス・メテッルス家は氏族の中でも特に栄えた。メテッルスの父はガイウス・カエキリウス・メテッルス・カプラリウス、祖父はクィントゥス・カエキリウス・メテッルス・マケドニクスで、それぞれ紀元前113年と紀元前143年に執政官を務めている。紀元前69年の執政官クィントゥス・カエキリウス・メテッルス・クレティクスは兄で、同年の法務官マルクス・カエキリウス・メテッルスは弟の可能性がある。

## 経歴
執政官就任年と、当時のコルネリウス法の年齢制限から逆算して、歴史学者はメテッルスの生誕年を紀元前111年ごろと推定している。政治家としてのキャリアは造幣官であったが、正確な日付は不明であり、紀元前96年、91年/90年、または88年の説がある。同僚はアウルス・ポストゥミウス・アルビヌスとガイウス・プブリウキウス・マレッオルスで、
表にディアーナ女神の横顔とROMAの文字、逆側は3人の騎兵が歩兵を踏みつけている図を描いた、デナリウス銀貨を鋳造した。彼らが鋳造したコインは、紀元前89年12月に行われtグナエウス・ポンペイウス・ストラボの凱旋式（同盟市戦争のアスクルムの戦いでの勝利）に関連しているとの推測もある。
おそらく、紀元前71年にプラエトル（法務官）に就任したと思われる。その任期完了後、ガイウス・リキニウス・ウェッレスの後任として、前法務官権限でシキリア属州総督を務めた。メテッルスはそこでピラニオンが率いる海賊と戦うこととなった。ピラニオンは最近ローマ海軍を破り、シュラクサイを占領していた。メテッルスは海陸両方でピラニオンに勝利し、シキリアから退去させることができた。前総督ウェッレスの強奪的な政策のため、シキリア島は衰退の一途をたどっていたが、メテッルスは状況を安定させることができた。ウェッレスはローマでキケロに告訴されるが、キケロは後任となったメテッルスの活動を称賛している。しかし、ルキウスとクィントゥスのメテッルス兄弟が、ウェッレスを無罪にしようと影響力を行使していたことには不満をいだいた。特にルキウスは、暴力と脅迫を用いて、地元の官職者たちに被告人に対する称賛声明を出させ、また証人が裁判のためにローマに行くことを拒否するように強要した。
紀元前65年、執政官に就任。前年のクィントゥスに続いて、メテッルス兄弟が連続して執政官を務めることとなった。同僚執政官は、同じくプレブスのクィントゥス・マルキウス・レクスであった。しかしメテッルスは執政官就任直後に死去した。セルウィリウス・ウァティアが補充執政官に選出されたが、彼もまた間もなく死去した。

## 子孫
メテッルスには同名の息子がおり、紀元前49年に護民官を務めている

## 参考資料

### 古代の資料
- カッシウス・ディオ『ローマ史』
- ティトゥス・リウィウス『ローマ建国史』
- オロシウス『異教徒に反論する歴史』
- マルクス・トゥッリウス・キケロ『ウェッレス弾劾』

### 研究書
- Ryazanov V. Denarius L. Metella, A. Albina and G. Malleola . Date of treatment: 23 July 2018.
- Broughton R. Magistrates of the Roman Republic. - New York, 1952. - Vol. II. - P. 558.
- Münzer F. Caecilius 74 // Paulys Realencyclopädie der classischen Altertumswissenschaft . - 1897. - Bd. III, 1. - Kol. 1204-1205.
- Münzer F. Caecilius 75 // Paulys Realencyclopädie der classischen Altertumswissenschaft . - 1897. - Bd. III, 1. - Kol. 1205.
- Münzer F. Caecilius 78 // Paulys Realencyclopädie der classischen Altertumswissenschaft . - 1897. - Bd. III, 1. - Kol. 1206.
- Wiseman T. Legendary Genealogies in Late-Republican Rome // G&R. - 1974. - No. 2 . - S. 153-164 .